# Eurocode 0
Der Eurocode 0 (oft kurz EC 0) ist die Bezeichnung der europäischen Norm EN 1990 mit dem Titel Grundlagen der Tragwerksplanung und grundlegender Bestandteil der Reihe der Eurocodes.
Die EN 1990, die durch die Mitgliedsstaaten des Europäischen Komitee für Normung (CEN) jeweils als nationale Norm übernommen wurde, legt die Grundlagen für die Verwendung der Eurocodes im Bauwesen fest und muss deshalb immer bei Anwendung der anderen Normen der Eurocode-Reihe herangezogen werden. Umgekehrt kann der Eurocode 0 aber alleinstehend zur Anwendung kommen, wenn in der Tragwerksplanung Baustoffe verwendet und Einwirkungen angesetzt werden sollen, die nicht in den Eurocodes geregelt sind.
Die aktuelle deutsche Fassung der Norm ist die DIN EN 1990 bzw. die österreichische Fassung ist die ÖNORM EN 1990, jeweils mit aktueller Ausgabe vom Oktober 2021. (Stand 2024)